# Miles Hood Swarthout
Pour les articles homonymes, voir Swarthout.
Miles Hood Swarthout est un scénariste américain né le 1er mai 1946 à Ann Arbor, Michigan, et mort le 3 mars 2016 à Playa del Rey, Californie.

## Filmographie

### Acteur
- 1997 : Mulligans !

### Réalisateur
- 1997 : Mulligans !

### Scénariste
- 1976 : Le Dernier des géants de Don Siegel
- 1978 : A Christmas to Remember de George Englund
- 1997 : Mulligans !
- 2014 : The Homesman de Tommy Lee Jones(non crédité)[réf. souhaitée]